# Torneo masculino de rugby 7 en los Juegos Suramericanos de la Juventud de 2022
El torneo masculino de rugby 7 en los Juegos Suramericanos de la Juventud de 2022 fue la primera vez que la disciplina se hizo presente en los juegos.
Se disputó en el Hipódromo Independencia de Rosario, Argentina.

## Desarrollo

### Equipos
Anexo:Equipos en el Torneo Masculino de Rugby 7 en los Juegos Suramericanos de la Juventud de 2022

### Fase de grupos
| Pos. | Equipo    | Encuentros | Encuentros | Encuentros | Encuentros | Tantos  | Tantos    | Tantos     | Puntos |
| Pos. | Equipo    | jugados    | ganados    | empatados  | perdidos   | a favor | en contra | diferencia | Puntos |
| ---- | --------- | ---------- | ---------- | ---------- | ---------- | ------- | --------- | ---------- | ------ |
| 1    | Argentina | 5          | 5          | 0          | 0          | 266     | 10        | +256       | 15     |
| 2    | Chile     | 5          | 4          | 0          | 1          | 176     | 36        | +140       | 12     |
| 3    | Uruguay   | 5          | 3          | 0          | 2          | 125     | 60        | +65        | 9      |
| 4    | Colombia  | 5          | 2          | 0          | 3          | 46      | 183       | -137       | 6      |
| 5    | Paraguay  | 5          | 1          | 0          | 4          | 54      | 124       | -70        | 3      |
| 6    | Venezuela | 5          | 0          | 0          | 5          | 0       | 254       | -254       | 0      |

#### Resultados
| 29 de abril | Colombia | 0 - 62 | Argentina |  |  |

| 29 de abril | Uruguay | 46 - 0 | Venezuela |  |  |

| 29 de abril | Chile | 40 - 0 | Paraguay |  |  |

| 29 de abril | Colombia | 0 - 57 | Uruguay |  |  |

| 29 de abril | Chile | 10 - 24 | Argentina |  |  |

| 29 de abril | Venezuela | 0 - 42 | Paraguay |  |  |

| 30 de abril | Colombia | 27 - 0 | Venezuela |  |  |

| 30 de abril | Uruguay | 12 - 17 | Chile |  |  |

| 30 de abril | Argentina | 55 - 0 | Paraguay |  |  |

| 30 de abril | Argentina | 82 - 0 | Venezuela |  |  |

| 30 de abril | Chile | 52 - 0 | Colombia |  |  |

| 30 de abril | Uruguay | 10 - 0 | Paraguay |  |  |

| 1 de mayo | Argentina | 43 - 0 | Uruguay |  |  |

| 1 de mayo | Chile | 57 - 0 | Venezuela |  |  |

| 1 de mayo | Colombia | 19 - 12 | Paraguay |  |  |

### Fase final

#### Semifinal
| 1 de mayo | Argentina | 69 - 0 | Colombia |  |  |

| 1 de mayo | Chile | 12 - 5 | Uruguay |  |  |

#### Final de bronce
| 1 de mayo | Colombia | 5 - 29 | Uruguay |  |  |

#### Final de oro
| 1 de mayo | Argentina | 53 - 0 | Chile |  |  |

### Medallero
| Evento | Oro | Plata | Bronce  |
| ------ | --- | ----- | ------- |
|        | Argentina Lucas Albanese Tomás Di Biase Gino Di Capua Benjamín Elizalde Maximiliano Fiscella Benjamín Galán Genaro Podestá Franco Rossetto Simón Salcedo Faustino Sánchez Rafael Santa Ana Valentín Soler Filloy | Chile | Uruguay |